# Hoosier
Pour les articles homonymes, voir Hoosier (homonymie).
Hoosier (prononcé en anglais /ˈhuːʒər/) est le gentilé, de langue anglaise, des natifs et habitants de l'État américain de l'Indiana. Si son origine est sujette à débat, il est attesté qu'il est utilisé depuis les années 1840, ayant été popularisé par le poème de John Finley The Hoosier's Nest.
Par décision gouvernementale le 12 janvier 2017, Hoosier devient le gentilé officiel utilisé par le gouvernement pour désigner les habitants de l'État.
C'est le surnom des équipes sportives de l'université de l'Indiana à Bloomington : les Hoosiers de l'Indiana.